# پارش راوال
پارِش راوال (هندی: Paresh Rawal؛ زادهٔ ۳۰ مهٔ ۱۹۵۰) تهیه‌کننده تلویزیونی، هنرپیشه و سیاست‌مدار اهل کشور هند است. وی از سال ۱۹۸۴ میلادی تاکنون مشغول فعالیت بوده‌ است.او در بیش از ۲۴۰ فیلم ظاهر شده و جوایز مختلفی از جمله یک جایزه ملی فیلم و سه جایزه فیلم فیر دریافت کرده است. او در سال ۲۰۱۴ موفق به دریافت جایزه پادما شری، چهارمین نشان عالی غیرنظامی هند از سوی دولت هند شد.

## فیلم‌شناسی
فهرست برخی از فیلم‌هایی که پارش راوال در آن‌ها به ایفای نقش پرداخته‌است:
- باغبان
- استقبال
- رادیو
- هت‌تریک
- پول
- گلستان
- عروس را با خود خواهم برد
- سانجو
- سه نخاله
- کلک در کلک
- بی‌سروصدا
- نخستین سرمستی در عشق
- آماده
- هر دلی که عاشق بشه
- چشم‌ها
- هر کسی سبک خود را دارد
- جانور
- آزار
- بی‌سروصدا
- ۳۶ محله چینی‌ها
- جنجال
- اعتراض
- آواره مجنون دیوانه
- جدایی
- پیچ و خم
- کلک
- ادویه تند
- دویدن در پیرامون
- عاشقان دیوانه می‌شوند
- انصاف
- آقا و خانم بازیکن
- تایگر زنده است
- مهره
- بازی دل
- ضربه چپ و راست
- اوه خدای من!
- آرزو
- شعله‌های آتش
- ما کمتر از دیگران نیستیم
- دل همچنان هندوستانی است
- مایا خانم
- آماده
- پدر
- نبرد
- عموی شاه
- من تنها، تو تنها
- بازی
- جگر
- دیوانه
- هرج و مرج: سرگرمی نامحدود
- هر دلی که عاشق بشه
- آزار
- هر کسی سبک خود را دارد
- کلک در کلک
- دویدن در پیرامون
- هزارتو
- جدایی
- بازیکن ۷۸۶
- مانتو
- پیروزی
- رشته محبت
- مرد شجاع
- بی عدالتی
- جان من تو بگو
- بزرگی
- دویدن
- ناگهان
- خانم خوشگله قبول میکنه
- واقعیت
- مشکلی نیست
- قند کمتر
- آقای بزرگ آقای کوچک
- رأی‌دهنده
- سکو
- خشم
- مهمان، چه زمانی شما خواهید رفت؟
- دلداده
- منطقه قاضی‌آباد
- شورش را درآوردی
- نایاک: قهرمان واقعی
- غیر
- جادوی تو
- بیا برگردیم
- قهرمان شماره ۱
- دامینی
- آخر حماقت
- یکسان
- راز: حقیقت پنهان
- خشم
- سلاح
- مانوج جوشی
- قبضه
- بازیگر خطرها
- نام
- پادشاه
- مقاومت
- زندگی یک مبارزه است
- سیگار کشیدن ممنوع
- ای خوش‌شانس! ای خوشبختی!
- بهشت و جهنم بر روی زمین
- انقلابی شجاع
- ادویه تند
- حقیقت
- بوره روی طلا
- خوش برگشتید
- بلندی
- ملکه زیبایی و شاه دزد
- گاهی نه گاهی
- گوویندا گوویندا
- لحظه به لحظه
- دزد ناشی
- زندانی عشق
- افسر پلیس
- مقابله
- عزیز دل
- چی می‌شد اگه
- بمبئی زندگی من
- عمه ۴۲۰
- حکومت ظلم
- من برای تو می‌میرم
- بیا در آغوشم
- حالا یا هیچ‌وقت
- یک راجا و رانی
- پرطاقت
- تا زمان مرگ
- فراق
- دوستان در قرن دهم
- دهاتی‌های خوش‌شانس
- پدر جان اول شما
- شیطان
- خط قرمز
- آخرین دادگاه
- آرزو
- ضد
- جنگجو
- برنده
- عروسی پنجابی پاتل
- نجات
- سوار بر فراری
- باربر درجه ۱
- طبیعت
- اوری
- قانون و مقررات
- آقا
- شجاعت
- هنگامه
- هنگامه ۲
- اینجا خانه شماست
- ما دوتا، دوتامون
- پدربزرگ خدا
- بحران آیین
- برای ازدواج آماده شوید
- شارمجی نامکین
- ساموندار
- تعجب کنید که چه اتفاقی خواهد افتاد
- قهرمان هندوستانی
- قلب من بارها و بارها می‌گوید
- راجا ناتوارلال
- شب دیدار فرا رسیده‌است
- شاهزاده (۲۰۲۳)
- دختر رؤیایی ۲ (۲۰۲۳)
- دیوانه-۲۰۲۴
- همیشه مراقب باشید
- دریا دل
- مجازات قهرمان

## جوایز
وی تاکنون برنده جوایزی همچون جوایز فیلم‌فیر شده‌است.